# Siejowate
Siejowate, głąbielowate (Coregoninae) – podrodzina ryb łososiowatych (Salmonidae) klasyfikowana też jako odrębna rodzina Coregonidae.
Podrodzina siejowatych obejmuje wiele gatunków, podgatunków i ras ekologicznych o niejednoznacznej pozycji taksonomicznej. Nazwy rodziny pochodzą od gatunku sieja nazywanego również głąbielem. Są szeroko rozprzestrzenione w wodach lądowych półkuli północnej – w Europie, Azji i w Ameryce Północnej. W Europie i na terytorium dawnego Związku Radzieckiego miały duże znaczenie gospodarcze. Niektóre formy zostały wprowadzone do akwakultury.

## Cechy charakterystyczne
Ciało srebrzyste, pokryte dużymi łuskami. Mały otwór gębowy bez zębów. Na łuku skrzelowym występują liczne wyrostki filtracyjne.

## Taksonomia
Taksonomia tej grupy ryb jest szczególnie trudna ze względu na istnienie wielu form i odmian lokalnych. Niektóre gatunki już wyginęły, a inne skrzyżowały się. Wielu systematyków klasyfikuje siejowate w randze rodziny Coregonidae, blisko spokrewnionej z Salmonidae. Wyróżniają w niej podrodzinę Coregoninae obejmującą rodzaje Coregonus i Prosopium oraz monotypową podrodzinę Stenodinae z rodzajem Stenodus.
W tradycyjnym ujęciu podrodzina Coregoninae obejmuje rodzaje:
- Coregonus
- Prosopium
- Stenodus